# Santiria trimera
Santiria trimera är en tvåhjärtbladig växtart som först beskrevs av Oliver, och fick sitt nu gällande namn av Aubrev.. Santiria trimera ingår i släktet Santiria och familjen Burseraceae. Inga underarter finns listade i Catalogue of Life.